# Graphosoma lineatum
Graphosoma lineatum es una especie de insecto hemíptero heteróptero de la familia Pentatomidae. También es conocido como el insecto italiano rayado, e insecto trovador .
Algunos consideran a G. lineatum y a G. italicum como dos especies diferentes, en cambio otros los tratan como subespecies según su geografía: G. lineatum, presenta patas anaranjadas, se encuentra al sur de Italia, también en Cerdeña, en Norte de África y en Oriente Próximo mientras que el G. italicum, tiene patas negras, y se localiza en el centro y el norte de Europa (Ribes et al., 2008; Dusoulier y Lupoli, 2006).

## Subespecies
- Graphosoma lineatum italicum (O.F. Müller, 1766) - Patas negras, exceptuando la tercera tibia.
- Graphosoma lineatum lineatum (Linnaeus, 1758) - Similar, pero con las patas rojas. Su color tiende a ser anaranjado

## Descripción
Graphosoma lineatum puede medir entre los 8 - 12 milímetros. El cuerpo es casi redondo y tiene la apariencia similar a la de un escudo. Su principal color es el rojo, con 6 líneas negras cruzando el Protórax de principio a fin. Tiene un par de antenas negras. También los lados de los segmentos abdominales son de color rojo con muchos puntos negros pequeños. Las pata pueden ser rojas o negras, dependiendo de la subespecie.
El rojo intrépido y colores de aviso negro (aposematismo) indica que los insectos que prueban son asquerosos, protegiéndoles de predadores. Las ninfas no son rojas de raya negra, son mayoritariamente de colores parduscos .
Estos insectos son frecuentemente encontrados en vegetaciones Apiaceae (Heracleum, Anthriscus, Foeniculum, etc.) y a menudo en las flores de Bunium bulbocastanum.

## Especies similares
- Graphosoma semipunctatum (Fabricius, 1775). Las patas anaranjadas, el protórax está compuesto de líneas rojas y negras, salvo en una zona que en lugar de rayas negras tiene puntos negros. Se encuentra en la Cuenca del Mediterráneo.
- Graphosoma melanoxanthum Horvath, 1903. Conexivo oscuro con pequeños puntos rojos. Se encuentra en el sur de Rusia, en Turquía y en Irán.

## Distribución
G. lineatum italicum es común en la mayor parte de Europa, mientras que G. lineatum lineatum se puede encontrar en el Norte de África, el sur de Francia, Córcega, Portugal, España continental, el sur de Italia , Cerdeña y en el Cercano Oriente.

## Hábitat
G. lineatum es un insecto de zonas cálidas y soleadas . Prefiere laderas cálidas y prados situados en laderas orientadas al sur .